# 汪口平渡堰
汪口平渡堰俗称“曲尺堨”，是一座拦河石坝，多功能水利工程，位于中国江西省上饶市婺源县江湾镇的中国历史文化名村汪口村西侧，江湾河与段莘水汇合处，由清代经学家、音韵学家江永主持，修建于清雍正年间。。
平渡堰长120米，宽15米，呈曲尺形，北端空出6米宽的舟船通道。平渡堰提高水位，平缓水势，促进了汪口村航运商业的繁盛。
汪口平渡堰已列为江西省文物保护单位。